# 僕のベイビー
「僕のベイビー」（原題：She's My Baby）は、1976年にウイングスが発表した楽曲。アルバム『スピード・オブ・サウンド』収録。

## 概要
ポールが妻のリンダの素性を歌った曲。「昼間は一人の女性だが、夜になると子猫になる」との事。「女性をグレイビーソースの様に舐め上げる」という表現は、風変わりに見えてあまり珍しくない。

アルバムでは次曲の「愛の証」とアコーディオンの音色で繋げられている。

このアルバムの他の曲にも言える事だが、この曲では特にベースが目立っており、これは多重録音されたものである。

1998年のクラシックアルバム「ワーキング・クラシカル」に、この曲を弦楽四重奏でアレンジしたバージョンが収録された。